# Castello di Borzano
Il castello di Borzano è una struttura fortificata situata ad Albinea, nella provincia di Reggio Emilia. Nota per la sua posizione sulla cima di una collina di gesso, questa rocca ha una rilevanza storica particolarmente legata alla figura di Matilde di Canossa.

## Storia
Le prime tracce del castello risalgono al 1070. Nel corso del tempo, questo castello divenne uno dei fortilizi più importanti e imponenti dell'area, fino alla sua distruzione nel 1350 a causa delle guerre.

## Descrizione
All'interno delle mura del castello si trova una piccola chiesa dedicata a San Giovanni.
Il castello è situato in una zona geologicamente significativa, caratterizzata da vene di gesso e zolfo, tipiche dei confini settentrionali degli Appennini. Queste formazioni geologiche sono il risultato della crisi di salinità messiniana avvenuta nel tardo Miocene. La presenza di queste vene di gesso e zolfo indica una storia geologica unica e ha suscitato interesse scientifico per le sue caratteristiche distintive. Nelle vicinanze del castello si trova la Tana della Mussina, un sito naturale dove sono stati rinvenuti reperti archeologici. Una mostra archeologica, inaugurata nel 2008 a Borzano, espone materiali che coprono un arco temporale dalla preistoria al Rinascimento. Presso il castello si trova la sede di un gruppo archeologico.